# Puig (empresa)
Puig és una companyia internacional catalana que opera en els sectors de la moda i de les fragàncies. Fou fundada l'any 1914, de la mà de l'empresari Antoni Puig i Castelló, a Barcelona.
El 2023 la companyia, que operava a 32 països i en venia a 150, va facturar 4.300 milions d'euros amb un benefici net de 465 milions, un 16% més que el 2022, La família Puig manté el control de l'empresa amb el 71,7% dels drets econòmics de la societat i el 92,5% dels drets de vot, i la resta del capital, en accions de classe B que cotitzen a borsa des de 2024, reben els mateixos dividends amb menys drets de vot a les juntes d'accionistes.
Tant al sector de la moda com al de fragàncies, Puig opera sota les marques Carolina Herrera, Nina Ricci i Paco Rabanne. Al sector de la moda, a més, és l'accionista majoritari de Jean Paul Gaultier. En perfums té la llicència de les marques Comme des Garçons, Prada i Valentino, entre d'altres.

## Història de la companyia

### Fundació i primers anys

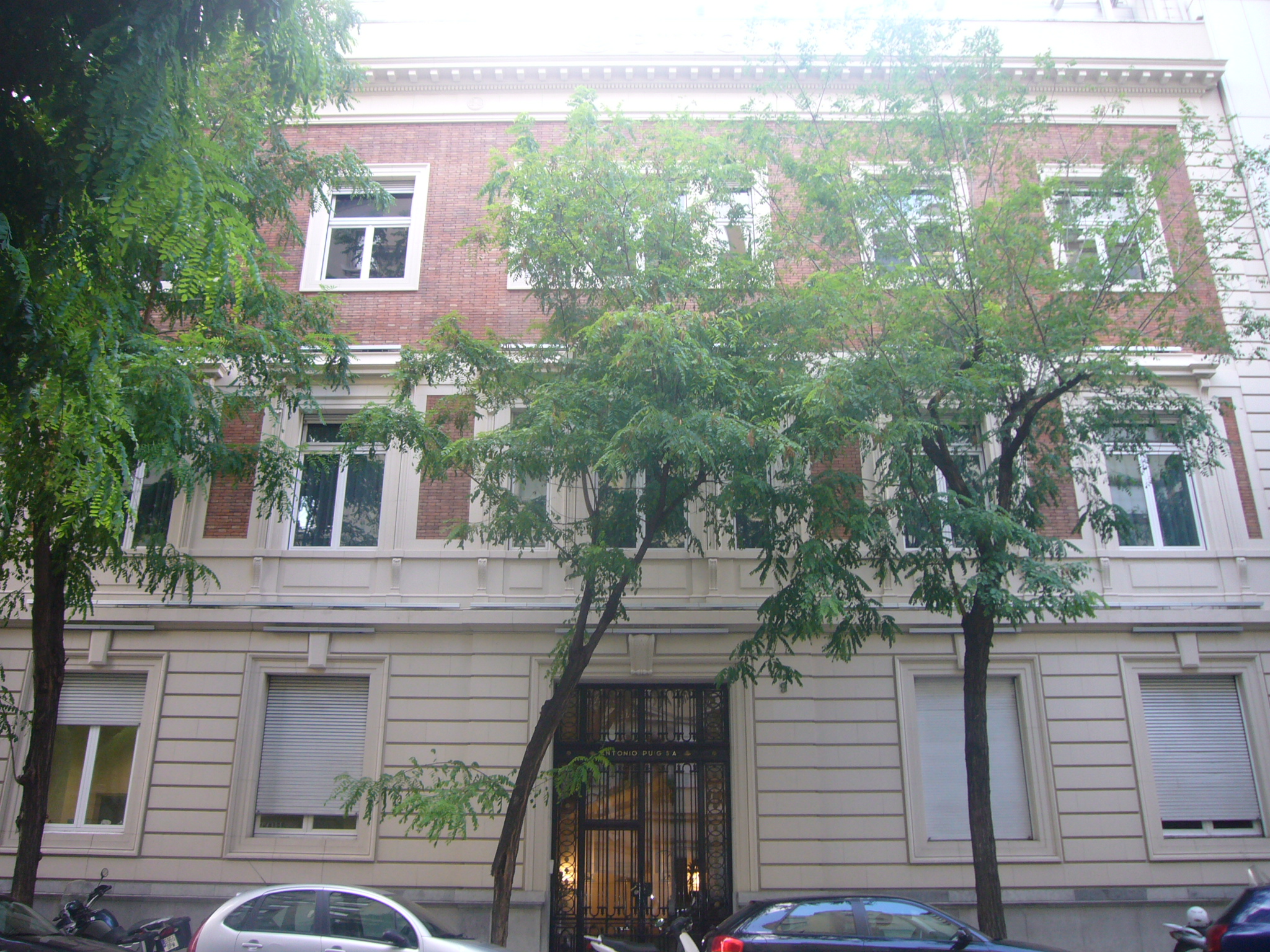
Antiga seu de Puig, a Travessera de Gràcia, 9, Barcelona

Els orígens de l'empresa es remunten a 1914 quan Antoni Puig i Castelló, mogut per la seva passió per l'art, va fundar la companyia. En aquest primer moment l'empresa va agafar el nom del seu fundador i s'anomenà en castellà, Antonio Puig SA. Des de llavors, la companyia va orientar els seus negocis als sectors dels cosmètics i els perfums.
El 1922 l'empresa va comercialitzar Milady, el primer pintallavis fabricat a l'estat espanyol.
A la dècada del 1940, l'empresa va començar a comercialitzar la fragància Agua Lavanda, que es convertiria en un dels productes emblema de la companyia. Durant aquests anys, el fundador Antonio Puig va prendre la decisió de traslladar la fàbrica i les oficines a un edifici situat al carrer Travessera de Gràcia, al barri de Gràcia de Barcelona.
Durant els anys següents, els quatre fills del fundador es van incorporar a la companyia. Tot i que la transició es va produir de forma gradual, finalment Puig va delegar en els seus fills la presa de decisions: Antoni i Mariano se centrarien en la perfumeria, José María es va dedicar a la diversificació i Enrique a les relacions institucionals.

### Expansió internacional
El 1959 va començar l'expansió internacional: d'una banda al construir una nova fàbrica al Polígon Industrial Besòs, a Barcelona, i de l'altra, al crear la primera sucursal fora de l'estat espanyol, als Estats Units d'Amèrica. La sucursal nord-americana va ser impulsada per una carta escrita per un estudiant espanyol de la Universitat de Iowa, que lamentava la impossibilitat de comprar Agua Lavanda Puig als Estats Units, segons van confirmar anys més tard fonts de la companyia.
El 1968 va obrir una filial a París, moment en què Puig va incorporar a la companyia la marca del dissenyador Paco Rabanne, i fruit d'aquesta col·laboració, el 1969, es va començar a comercialitzar el perfum Calandre. En la dècada de 1970, Yves Zimmermann va dissenyar el logotip de la marca, i la relació de la marca amb els dissenys de Zimmermann i el seu soci André Ricard es mantindria durant més de quatre dècades. El 1976 la companyia va construir una fàbrica de perfumeria a Chartres, França. El 1987 Puig va adquirir definitivament la casa de moda de Paco Rabanne. L'any 1988 rep el Premi Nacional de Disseny del Ministeri d'Economia d'Espanya.
Una de les fites clau en l'expansió internacional va ser l'acord amb el que va arribar en la dècada del 1980 amb la dissenyadora veneçolana Carolina Herrera, a Nova York per a crear i comercialitzar totes les seves fragàncies. Anys després, el 1995, es va incorporar a Puig també la secció de negoci de moda de Carolina Herrera.

### Canvi de nom: Puig Beauty & Fashion Group

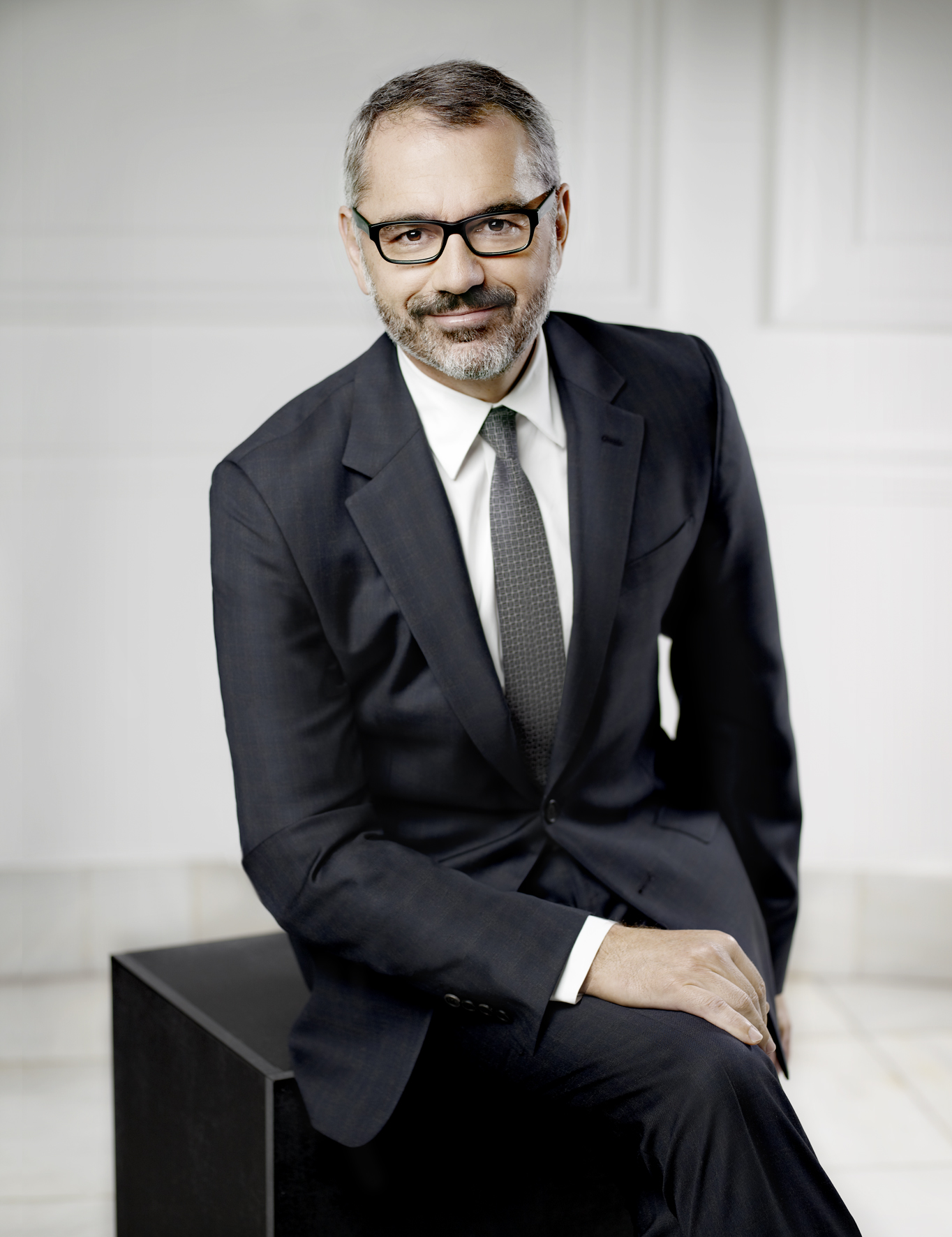
Marc Puig, president executiu de la companyia.

El 1997 Puig va arribar a un acord amb Antonio Banderas per a la creació i posterior comercialització de la marca Antonio Banderas Fragrances. L'any següent, la companyia va adquirir la marca de Nina Ricci, seguint així amb la política d'adquisició de marques de prestigi. Degut al creixement del negoci, el 1999 la família Puig va refundar l'empresa, batejant-la amb el nom de Puig Beauty & Fashion Group, juntant a la mateixa estructura empresarial les tres línies de negoci: moda, cosmètica i perfums.
Seguint amb aquesta política d'expansió, Puig va adquir les companyies espanyoles Perfumeria Gal i Myrurgia. Aquestes operacions van afermar el lideratge de Puig en el mercat espanyol. També fruit d'aquestes adquisicions, es van integrar Puig les marques Adolfo Dominguez, Massimo Dutti i Heno de Pravia, entre d'altres.
El 2002, va passar a formar part de la companyia la firma de moda francesa Comme des Garçons i només un any més tard va ser el torn de la italiana Prada. Les dues firmes van passar a formar part del catàleg de fragàncies de la companyia.
A la dècada del 2000 la companyia va tenir canvis a la seva cúpula directiva, passant Marc Puig i Guasch, membre de la tercera generació de la família, a ésser Director General i finalment, el 2007, President Executiu; quedant Manuel Puig com a vicepresident. De la mà de la nova direcció, el 2008 va arribar l'acord amb la cantant colombiana Shakira per al desenvolupament de les seves fragàncies.

### Puig actualment

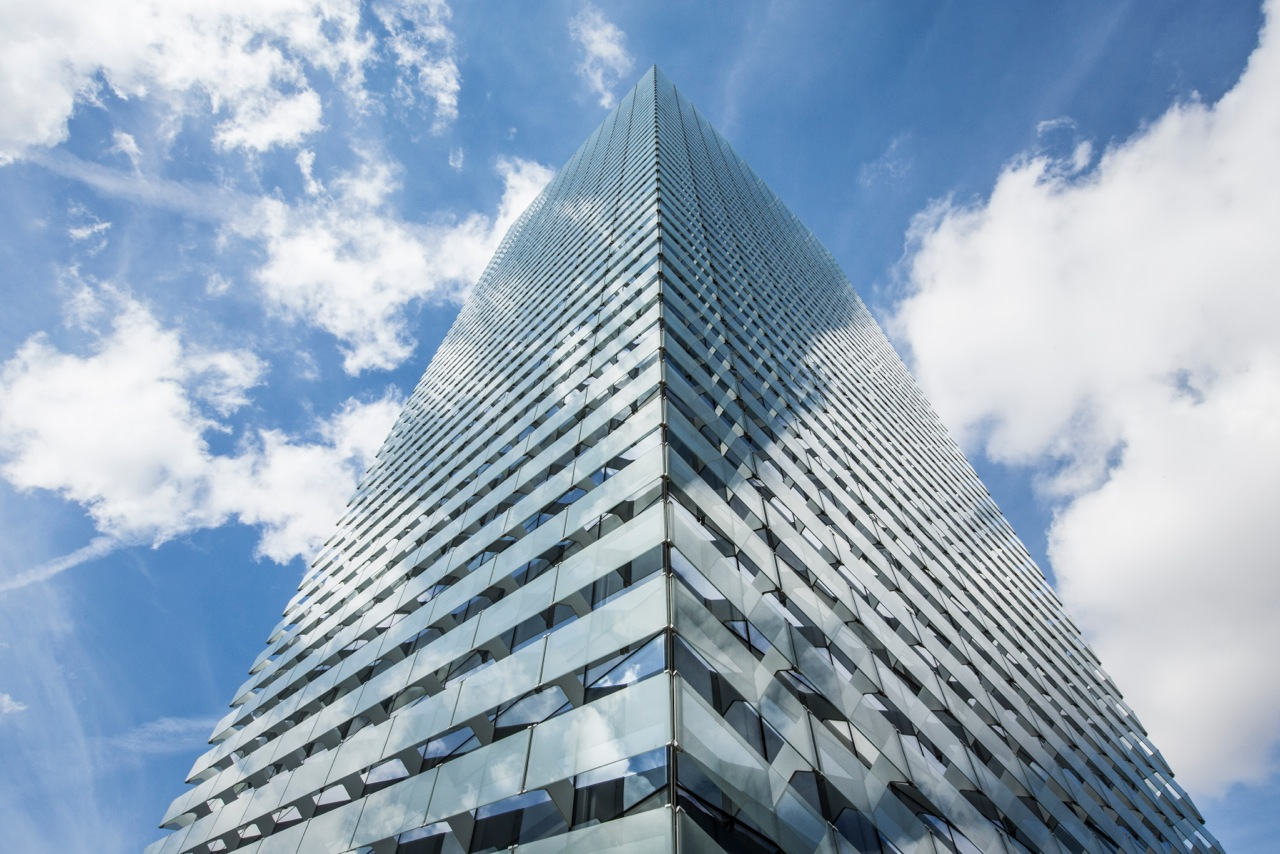
Torre Puig, a la Plaça Europa de l'Hospitalet de Llobregat.

El 2009 Puig Beauty & Fashion Group va canviar el seu nom comercial per segona vegada, passant a ser conegut simplement com a Puig.
Les últimes firmes que es van incorporar a l'estructura Puig van ser les del dissenyador italià Valentino (el 2010) i la del francès Jean Paul Gaultier. Aquest últim cas, Puig va passar a més a més a ser l'accionista majoritari, al comprar el 45% al grup francès Hermès i el 10% al mateix Jean-Paul Gaultier, que tot i així va conservar la direcció artística de la marca que porta el seu nom. Durant el 2013, Puig va traslladar la seva seu corporativa a França a la coneguda Avinguda dels Camps Elisis de París.
L'any 2014 la companyia celebra el centenari de la seva fundació inaugurant una nova seu, situada a la Plaça Europa de l'Hospitalet de Llobregat i anomenada Torre Puig. La Torre és obra de l'arquitecte Rafael Moneo, guanyador del Premi Pritzker, de GCA Arquitectes i de Lucho Marcial Architects. Va ser inaugurada pels Prínceps d'Astúries. La Torre va obtenir el certificat Leed Or, que reconeix la qualitat ambiental dels edificis. A l'entrada de l'edifici hi figura una estàtua obra de Joan Miró, cedida durant dos anys per la Fundació Miró.
D'altra banda, Puig ha apostat en els últims anys pel creixement a través de l'adquisició de noves marques nínxol, tals com una participació majoritària a Dries Van Noten, a la vegada que ha impulsat el desenvolupament de Penhaligon's i L'Artisan Perfumeur -amb presència exclusiva a París-. A més, la companyia ha completat l'adquisició majoritària d'Eric Buterbaugh Los Angeles, i ha arribat a un acord amb Christian Louboutin per a desenvolupar el seu negoci de bellesa.
Una part del capital va sortir a borsa en maig de 2024, tot i que la família Puig en manté el control, i coincidint amb la sortida a borsa es va canviar l'històric logotip dissenyat en la dècada de 1970 per Yves Zimmermann.

## Dades
En 2023 la companyia va facturar 4.300 milions d'euros amb un benefici net de 465 milions, un 16% més que en 2022, Puig compta amb cinc plantes de producció, situades quatre d'elles a Europa i una altra a Mèxic, produint 331 milions d'unitats de perfum cada any. Amb aquesta producció va arribar a 2010 a una quota a nivell mundial del 7,6% del negoci de la perfumeria. Cinc anys abans la seva quota era del 3,5%, cosa que va suposar una captura del 35% del creixement mundial en aquest període.
Comercialitza els seus productes en 150 països i té presència directa a 26 d'ells, amb 4.472 treballadors a tot el món. mentre que en 2018, Puig comercialitzava els seus productes a 150 països i té presència directa a 26 d'ells, amb 4.472 treballadors a tot el món.
En 2018 va facturar 1.933 milions d'euros en ingressos nets amb 242 milions d'euros de beneficis nets. En 2011 el benefici net del grup va ser de 155 milions d'euros amb unes vendes de 1.343 milions. En 2010 el benefici net del grup va ser de 130 milions d'euros amb unes vendes de 1.200 milions, tres quartes parts del negoci dels mercats internacionals.

## Vinculació al món de la Vela

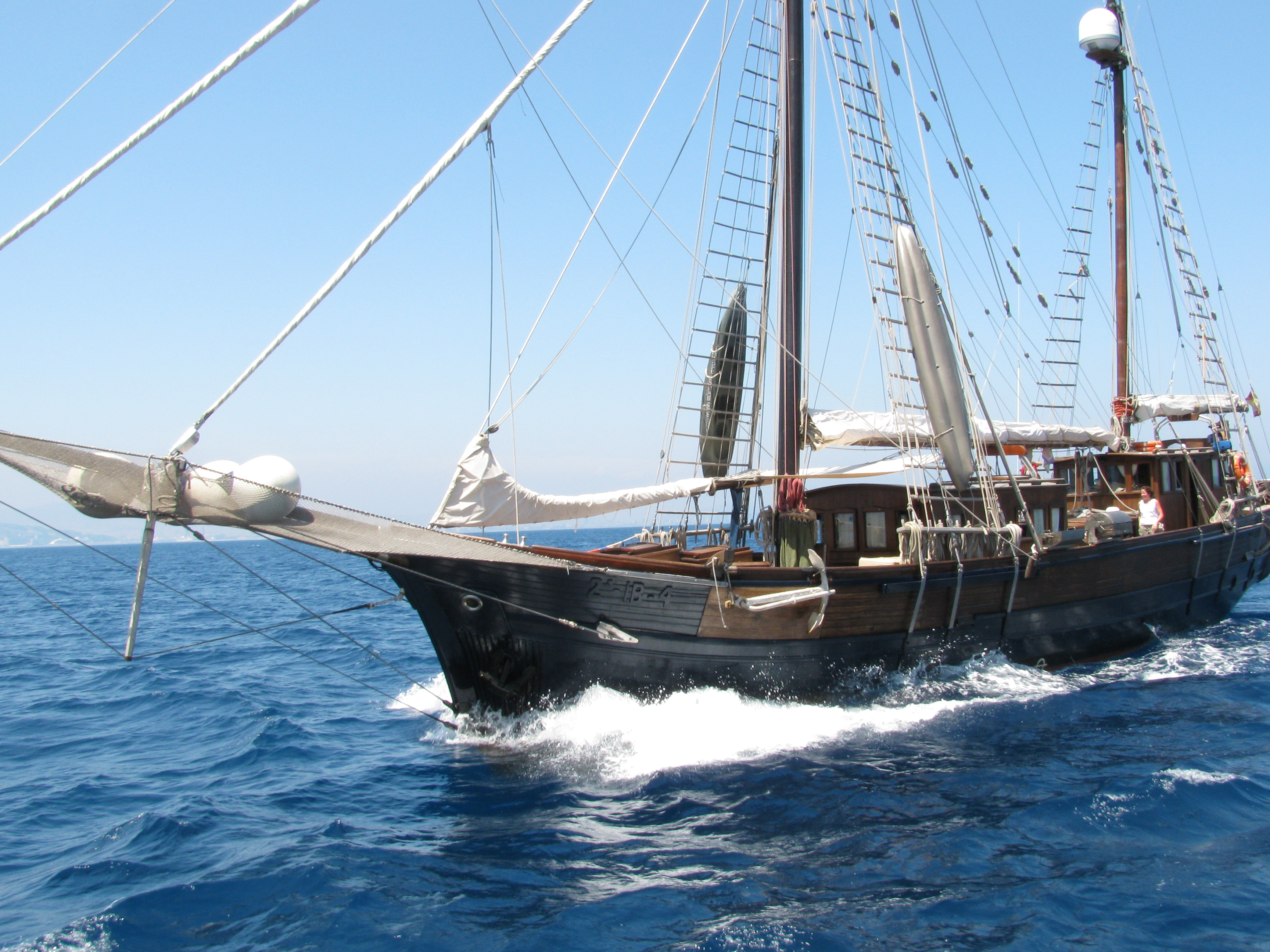
Un dels vaixells clàssics de la regata Puig Vela Clàssica de 2010.

La família Puig sempre ha estat molt vinculada al món de la vela esportiva, especialment en la figura del desaparegut Enric Puig, conseller de la companyia, president del Saló Nàutic i del Reial Club Nàutic de Barcelona. La companyia va ser el patrocinador principal de la Copa del Rei de Vela des de 1984 fins al 2006.
Puig va ser l'armador i patrocinador del veler «Azur de Puig», vaixell participant en els esdeveniments nàutics més destacats a nivell internacional. Una de les tripulants habituals del veler era Cristina de Borbó i de Grècia, filla menor de Joan Carles I d'Espanya.
Des de 2008, en sintonia amb el Reial Club Nàutic de Barcelona, la companyia impulsa i patrocina la regata «Puig Vela Clàssica» que se celebra anualment durant el mes de juliol, a aigües de Barcelona. La principal particularitat de la regata és que està reservada per a embarcacions clàssiques i tradicionals. La regata és una de les més importants per a velers clàssics de totes les que se celebren arreu.